# La Chute d'Hypérion
 (décembre 2021).
La Chute d'Hypérion (titre original : The Fall of Hyperion) est un roman de science-fiction, genre space opera, écrit par Dan Simmons en 1990 et publié en France en 1992. Ce roman est la suite et la fin du récit commencé dans Hypérion et le second volume des Cantos d'Hypérion, un cycle composé de quatre romans : Hypérion, La Chute d'Hypérion (The Fall of Hyperion, 1990), Endymion (1995) et L'Éveil d'Endymion (The Rise Of Endymion, 1997), complétés par deux nouvelles : Les orphelins de l’hélice et La mort du centaure. Ce cycle est considéré par de nombreux spécialistes comme une des œuvres majeures de la science-fiction des années 1990,.

## Situation dans l’œuvre
La Chute d'Hypérion raconte l’arrivée des pèlerins (présentés dans le roman Hypérion) dans la vallée des Tombeaux du Temps et leur confrontation individuelle avec le Gritche. Parallèlement, le roman développe largement l'aspect politique et tactique de la guerre contre les Extros qui sévit au-dessus d’Hypérion et s’étend inexorablement à toute l’Hégémonie. Après n’avoir été qu’un personnage secondaire dans Hypérion, la Présidente Meina Gladstone prend dans La Chute d’Hypérion toute sa dimension politique et philosophique.

## Résumé
Les 7 pèlerins du Gritche s’installent dans la vallée des Tombeaux du Temps, malgré l’inconfort d’un campement soumis aux marées anentropiques, aux orages, aux rafales de neige et aux tempêtes de sable qui balaient régulièrement la région. Au-dessus de leurs têtes, la bataille pour Hypérion fait rage entre les forces de l’Hégémonie et l’essaim des Extros, striant le ciel de zébrures jaunes ou rouges laissées par les armes à plasma et les explosions. Chacun des pèlerins attend sa douloureuse confrontation avec le Gritche. Pendant ce temps, le cybride Johnny Keats 2, qui a pris l’identité du peintre Joseph Severn, est appelé par la Présidente de l’Hégémonie, Meina Gladstone, pour croquer son portrait. Il assiste ainsi à toutes les réunions d’état-major qui dressent les bilans de la guerre contre les Extros, révèlent les doutes de la Présidente sur son action et mettent en évidence le rôle primordial des IA dans la prise de décision militaire et politique. Alors que la guerre contre les Extros prend une ampleur imprévue, menaçant directement une vingtaine de planètes du Retz et mettant en difficulté les forces de défense de l’Hégémonie, le mandat de la Présidente Meina Gladstone est remis en cause par un nombre croissant de sénateurs. Peu à peu, la guerre contre les Extros se révèle être la phase décisive d’une machination complexe qui vise à exterminer l’humanité.

## L’univers des Cantos d’Hypérion

### Les personnages
Dans les deux premiers volumes de la quadrilogie d'Hypérion, Dan Simmons amène ses sept principaux personnages, les pèlerins,  à se présenter longuement. Le premier volume voit ainsi se dérouler les récits de Lénar Hoyt, le prêtre (p. 37), Feldman Kassad, le soldat (p.148) et Martin Silenus, le poète (p. 218). Dans le deuxième volume sont présentés les récits de Sol Weinstraub, le lettré (p. 21), de Het Masteen, le templier (p. p. 98-105), de Brawne Lamia, la détective (p. 113) et du Consul (p.226). Ces récits forment une trame essentielle pour la compréhension de l'univers des Cantos.

Sol Weintraub

Sol Weintraub est un juif agnostique qui vit avec sa femme Saraï dans la petite ville de Crawford sur la planète Barnard. Il enseigne l'histoire et les Belles Lettres à l'Université « Nightenhelser » de Crawford et poursuit ses recherches personnelles dans le domaine de la morale et de l'éthique. Il devient bientôt célèbre dans tout le Retz pour son ouvrage éthique intitulé « Repères moraux » ou « Le Dilemme d'Abraham ». Le couple donne bientôt naissance à une fille, Rachel. Enfant précoce, Rachel suit une scolarité sans faille à Crawford et choisit, après ses études secondaires, d'étudier l'archéologie à l'Université de « Nightenhelser ». Elle rédige un mémoire sur les artefacts d'origine non humaine, puis décide de partir sur Hypérion afin de participer à une expédition de fouilles archéologiques financée par l'Université et qui a pour objet les mystérieux Tombeaux du Temps. Sur Hypérion, Rachel rencontre le Gritche et contracte la maladie de Merlin qui inverse le processus de vieillissement. Avec chaque jour qui passe, Rachel rajeunit et perd peu à peu ses souvenirs d'adulte. Les parents de Rachel font tout leur possible pour soigner leur enfant, en vain. La télévision les harcèle bientôt pour montrer au monde cette maladie nouvelle, aux effets si étranges. Saraï meurt quelque temps plus tard dans un bête accident de VEM et Sol se décide alors à faire le pèlerinage jusqu'aux Tombeaux du Temps pour aider sa fille, devenue un nourrisson âgé de quelques semaines.

Het Masteen

Het Masteen est séparé du groupe avant d'avoir eu le temps de faire son récit.

Brawne Lamia

Brawne Lamia, fille d'un ancien Sénateur de l'Hégémonie mort dans des circonstances mystérieuses, exerce le métier de détective privée sur la planète Lusus. Un jour, elle reçoit la visite d'un certain Johnny Keats qui lui demande de l'aider à retrouver son propre meurtrier. Johnny Keats est un cybride, c'est-à-dire l'incarnation biologique d'une Intelligence Artificielle, doublée dans son cas de la récupération d'une personnalité historique, celle du poète terrien John Keats (1795-1821). Il raconte avoir été agressé par un inconnu sur une planète éloignée, puis déconnecté de son IA pendant une longue minute. Après avoir été réparé, il se rend compte que sa mémoire est défectueuse et qu'on a effacé certaines de ses données. Il souhaite donc que Brawne Lamia l'aide à comprendre ce que contenait de si précieux sa mémoire pour qu'on veuille la lui effacer. Cette enquête périlleuse et mouvementée mène les deux personnages des arbres-mondes des Templiers à l'univers cyberpunk du réseau virtuel hyperprotégé du TechnoCentre des IA. Pendant leur périple, Johnny et Brawne tombent amoureux l'un de l'autre et s'unissent. Quelque temps plus tard, Johnny Keats meurt sur les marches du Temple Gritchèque de Lusus, où il cherchait refuge, mais réussit à transférer toutes les données de sa personnalité dans la boucle de Schrön, un implant cérébral dans la tête de Brawne Lamia. Brawne Lamia découvre que la mort de Johnny Keats est étroitement liée à l'existence de la planète Hypérion et de ses mystérieux Tombeaux du Temps. Elle comprend que les IA ont toujours empêché l'Hégémonie d'intégrer la planète Hypérion dans le Retz et voulaient empêcher l'un de leurs avatars d'y faire son pèlerinage. Elle vient l'accomplir à sa place, consciente qu'elle porte son enfant.

Le Consul
Le récit du consul est en deux parties. En premier lieu, l'enregistrement audio de son grand-père Merin Aspic. En deuxième partie, les notes personnelles du consul sur sa vie. 
Merin est navigant, travaillant dans l'équipe affectée à la construction de la porte distrans Merin. Merin raconte comment il a rencontré Siri, et ses réunions avec elle, séparées par le déficit temporel (8 mois pour Merin = 11 ans pour Siri). Convaincu par Siri de la nocivité de l'Hégémonie pour Alliance-Maui, il place une bombe thermique dans la porte distrans qui fait s'effondrer la sphère de singularité à son inauguration. C'est ainsi que débute la révolution de Siri. En second lieu, le Consul livre des aspects de sa vie personnelle :
diplomate de l'Hégémonie, fils de Donel, petit-fils de Merin Aspic et de Siri, il est originaire de la planète Alliance-Maui. Il assiste à l'âge de 15 ans à la destruction de toutes les beautés naturelles de sa planète par les forces de l'Hégémonie qui étaient censées apporter le progrès et le tourisme, puis décide de quitter Alliance-Maui pour entrer dans la fonction diplomatique. Après une période de doute difficile, marquée par une profonde dépression et les effets dévastateurs de l'alcoolisme, il est affecté sur la planète Bressia qui sera le théâtre d'une terrible bataille entre les forces de l'Hégémonie - dirigées par le colonel Kassad - et les forces Extro. Guerre où il perd sa femme Gresha et son fils Alon. Après ce drame, le Consul est convoqué en grand secret par la Présidente de l'Hégémonie, Meina Gladstone, qui veut l'envoyer négocier directement avec les Extros. Il découvre lors de sa mission que les Extros sont un peuple noble, fier et très avancé technologiquement. Il apprend également que les Extros comptent conquérir la planète Hypérion pour ouvrir les Tombeaux du Temps et utiliser le Gritche comme une arme puissante au service de leurs projets de conquête. Trahissant à la fois l'Hégémonie et les Extros, le consul tue les trois Extros qui l'accompagnent sur Hypérion et actionne en toute hâte la machine des Extros qui est censée ouvrir les Tombeaux du Temps.

## Prix littéraires
- Prix Locus du meilleur roman de science-fiction en 1991[6].
- Prix British Science Fiction du meilleur roman en 1992[7].
- Prix Seiun du meilleur roman étranger en 1996[8].

## References
1. ↑  « La Chute d'Hypérion »
2. ↑  « La Chute d'Hypérion, tome 2 »
3. ↑  « Les meilleurs romans de SF »
4. ↑  « Top 100 des meilleurs livres de science-fiction »
5. ↑  https://www.proquest.com/openview/8ed0503866d9e58426e526bb8577f681/1?cbl=18750&pq-origsite=gscholar
6. ↑  « Locus Awards 1991 »
7. ↑  « British SF Association Awards 1992 »
8. ↑  « Seiun Awards Winners By Year »